# پورت هاوکسبری
پورت هاوکسبری (به انگلیسی: Port Hawkesbury) یک منطقهٔ مسکونی در کانادا است که در اینورنس واقع شده‌است. پورت هاوکسبری ۸٫۱۰ کیلومتر مربع مساحت و ۳٬۲۱۴ نفر جمعیت دارد.